# Myllaena seminole
Myllaena seminole är en skalbaggsart som beskrevs av Jan Klimaszewski 1982. Myllaena seminole ingår i släktet Myllaena och familjen kortvingar. Inga underarter finns listade i Catalogue of Life.